# راجيلا لينتيا
راجيلا لينتيا، هو نوع من الأسماك ينتمي إلى عائلة الأسماك الورنكية، وموطنها الأصلي سواحل شمال المحيط الأطلسي.